# Turnieje kwalifikacyjne w hokeju na trawie mężczyzn do Letnich Igrzysk Olimpijskich 2012
Turnieje kwalifikacyjne w hokeju na trawie mężczyzn do Letnich Igrzysk Olimpijskich 2012 to turnieje które miały wyłonić ostatnich uczestników turnieju olimpijskiego podczas Letnich Igrzysk Olimpijskich 2012. Tylko zwycięzcy poszczególnych turniejów awansowali do igrzysk.

## Drużyny
| Strefa  | Turniej                                                        | Zakwalifikowani                              |
| ------- | -------------------------------------------------------------- | -------------------------------------------- |
| Azja    | Igrzyska Azjatyckie 2010                                       | Malezja Indie Korea Południowa Chiny Japonia |
| Afryka  | Afrykański turniej kwalifikacyjny                              | Egipt                                        |
| Ameryka | Igrzyska Panamerykańskie 2011                                  | Kanada Chile Kuba Stany Zjednoczone          |
| Europa  | Mistrzostwa Europy w Hokeju na Trawie Mężczyzn 2011            | Irlandia Hiszpania Rosja Francja             |
| Europa  | Mistrzostwa Europy II dywizji w Hokeju na Trawie Mężczyzn 2011 | Polska Ukraina Austria Czechy                |

## Turniej pierwszy
Turniej pierwszy odbył się w dniach 18-26 lutego 2012 w Delhi.

### Tabela
| Drużyna  | M | Z | R | P | GZ | GS | Bilans | Pkt |
| -------- | - | - | - | - | -- | -- | ------ | --- |
| Indie    | 5 | 5 | 0 | 0 | 36 | 8  | +28    | 15  |
| Francja  | 5 | 3 | 1 | 1 | 17 | 8  | +9     | 10  |
| Polska   | 5 | 3 | 0 | 2 | 24 | 13 | +11    | 9   |
| Kanada   | 5 | 2 | 1 | 2 | 29 | 8  | +21    | 7   |
| Włochy   | 5 | 1 | 0 | 4 | 7  | 27 | –20    | 3   |
| Singapur | 5 | 0 | 0 | 5 | 5  | 54 | –49    | 0   |

| Data - Czas       |          |          | Wynik |
| ----------------- | -------- | -------- | ----- |
| 18 lutego – 14:00 | Kanada   | Włochy   | 9:0   |
| 18 lutego – 16:00 | Francja  | Polska   | 2:1   |
| 18 lutego – 20:00 | Indie    | Singapur | 15:1  |
| 19 lutego – 12:00 | Kanada   | Polska   | 2:3   |
| 19 lutego – 16:00 | Singapur | Francja  | 0:9   |
| 19 lutego – 20:00 | Indie    | Włochy   | 8:1   |
| 21 lutego – 14:00 | Singapur | Kanada   | 1:15  |
| 21 lutego – 16:00 | Polska   | Włochy   | 7:2   |
| 21 lutego – 20:00 | Francja  | Indie    | 2:6   |
| 22 lutego – 12:00 | Polska   | Singapur | 11:3  |
| 22 lutego – 16:00 | Włochy   | Francja  | 0:3   |
| 22 lutego – 20:00 | Kanada   | Indie    | 2:3   |
| 24 lutego – 12:00 | Włochy   | Singapur | 4:0   |
| 24 lutego – 16:00 | Francja  | Kanada   | 1:1   |
| 24 lutego – 20:00 | Indie    | Polska   | 4:2   |

### Mecze klasyfikacyjne

#### Piąte i szóste miejsce
| Data - Czas       |        |          | Wynik |
| ----------------- | ------ | -------- | ----- |
| 26 lutego – 15:00 | Włochy | Singapur | 5:0   |

#### Trzecie i czwarte miejsce
| Data - Czas       |        |        | Wynik |
| ----------------- | ------ | ------ | ----- |
| 26 lutego – 17:30 | Polska | Kanada | 3:4   |

#### Finał
| Data - Czas       |       |         | Wynik |
| ----------------- | ----- | ------- | ----- |
| 26 lutego – 20:00 | Indie | Francja | 8:1   |

Awans na igrzyska:  Indie

### Nagrody
- Najlepszy zawodnik:  Sardara Singh
- Najlepszy bramkarz:  Mariusz Chyła
- Najlepiej punktujący:  Sandeep Singh (16 goli)
- Drużyna Fair Play:  Indie

## Turniej drugi
Turniej drugi odbędzie się w dniach 10-18 marca 2012 w Dublinie.

### Tabela
| Drużyna          | M | Z | R | P | GZ | GS | Bilans | Pkt |
| ---------------- | - | - | - | - | -- | -- | ------ | --- |
| Korea Południowa | 5 | 4 | 1 | 0 | 23 | 7  | +16    | 13  |
| Irlandia         | 5 | 3 | 2 | 0 | 23 | 2  | +20    | 11  |
| Malezja          | 5 | 3 | 1 | 1 | 19 | 7  | +11    | 10  |
| Rosja            | 5 | 2 | 0 | 3 | 10 | 20 | -10    | 6   |
| Chile            | 5 | 1 | 0 | 4 | 9  | 20 | -11    | 3   |
| Ukraina          | 5 | 0 | 0 | 5 | 5  | 31 | -26    | 0   |

| Data - Czas      |                  |                  | Wynik |
| ---------------- | ---------------- | ---------------- | ----- |
| 10 marca – 12:00 | Malezja          | Chile            | 5:1   |
| 10 marca – 14:30 | Irlandia         | Rosja            | 6:1   |
| 10 marca – 17:00 | Korea Południowa | Ukraina          | 8:2   |
| 11 marca – 12:30 | Malezja          | Rosja            | 6:2   |
| 11 marca – 15:00 | Ukraina          | Irlandia         | 0:12  |
| 11 marca – 17:30 | Korea Południowa | Chile            | 6:1   |
| 13 marca – 13:00 | Ukraina          | Malezja          | 1:5   |
| 13 marca – 15:30 | Rosja            | Chile            | 4:3   |
| 13 marca – 18:00 | Irlandia         | Korea Południowa | 1:1   |
| 15 marca – 13:00 | Rosja            | Ukraina          | 2:0   |
| 15 marca – 15:30 | Malezja          | Korea Południowa | 2:3   |
| 15 marca – 18:00 | Chile            | Irlandia         | 0:3   |
| 17 marca – 10:00 | Korea Południowa | Rosja            | 5:1   |
| 17 marca – 12:30 | Chile            | Ukraina          | 4:2   |
| 17 marca – 15:00 | Irlandia         | Malezja          | 1:1   |

### Mecze klasyfikacyjne

#### Piąte i szóste miejsce
| Data - Czas      |       |         | Wynik |
| ---------------- | ----- | ------- | ----- |
| 18 marca – 12:00 | Chile | Ukraina | 1:2   |

#### Trzecie i czwarte miejsce
| Data - Czas      |         |       | Wynik |
| ---------------- | ------- | ----- | ----- |
| 18 marca – 14:30 | Malezja | Rosja | 6:1   |

#### Finał
| Data - Czas      |                  |          | Wynik |
| ---------------- | ---------------- | -------- | ----- |
| 18 marca – 17:00 | Korea Południowa | Irlandia | 3:2   |

Awans na igrzyska:  Korea Południowa

### Nagrody
- Najlepszy zawodnik:
- Najlepszy bramkarz:
- Najlepiej punktujący:
- Drużyna Fair Play:

## Turniej trzeci
Turniej trzeci odbył się między 25 kwietnia a 6 maja 2012 w Kakamigahara.

### Tabela
| Drużyna                      | M | Z | R | P | GZ | GS | Bilans | Pkt |
| ---------------------------- | - | - | - | - | -- | -- | ------ | --- |
| Japonia                      | 5 | 4 | 1 | 0 | 27 | 6  | +21    | 13  |
| Republika Południowej Afryki | 5 | 3 | 2 | 0 | 27 | 10 | +17    | 11  |
| Chiny                        | 5 | 3 | 0 | 2 | 14 | 8  | +6     | 9   |
| Austria                      | 5 | 2 | 1 | 2 | 8  | 9  | -1     | 7   |
| Czechy                       | 5 | 1 | 0 | 4 | 8  | 15 | -7     | 3   |
| Brazylia                     | 5 | 0 | 0 | 5 | 2  | 38 | -36    | 0   |

| Data - Czas         |                   |                   | Wynik |
| ------------------- | ----------------- | ----------------- | ----- |
| 26 kwietnia – 13:30 | Chiny             | Austria           | 1:0   |
| 26 kwietnia – 16:00 | Japonia           | Czechy            | 6:0   |
| 26 kwietnia – 18:30 | Południowa Afryka | Brazylia          | 11:1  |
| 28 kwetinia – 10:00 | Południowa Afryka | Czechy            | 6:2   |
| 28 kwietnia – 12:30 | Brazylia          | Chiny             | 0:8   |
| 28 kwietnia – 15:00 | Japonia           | Austria           | 4:1   |
| 30 kwietnia – 13:30 | Austria           | Czechy            | 2:1   |
| 30 kwietnia – 16:00 | Brazylia          | Japonia           | 0:11  |
| 30 kwietnia – 18:00 | Chiny             | Południowa Afryka | 2:5   |
| 2 maja – 13:30      | Austria           | Brazylia          | 3:1   |
| 2 maja – 16:00      | Japonia           | Południowa Afryka | 3:3   |
| 2 maja – 18:30      | Czechy            | Chiny             | 0:1   |
| 4 maja – 13:30      | Czechy            | Brazylia          | 5:0   |
| 4 maja – 16:00      | Chiny             | Japonia           | 2:3   |
| 4 maja – 18:30      | Południowa Afryka | Austria           | 2:2   |

### Mecze klasyfikacyjne

#### Piąte i szóste miejsce
| Data - Czas    |        |          | Wynik |
| -------------- | ------ | -------- | ----- |
| 6 maja – 10:00 | Czechy | Brazylia | 5:1   |

#### Trzecie i czwarte miejsce
| Data - Czas    |       |         | Wynik |
| -------------- | ----- | ------- | ----- |
| 6 maja – 12:30 | Chiny | Austria | 5:3   |

#### Finał
| Data - Czas    |         |                   | Wynik |
| -------------- | ------- | ----------------- | ----- |
| 6 maja – 15:00 | Japonia | Południowa Afryka | 1:2   |

Awans na igrzyska:  Republika Południowej Afryki

### Nagrody
- Najlepszy zawodnik:  Na Yubo
- Najlepszy bramkarz:  Shunsuke Nagaoka
- Najlepiej punktujący:  Justin Reid-Ross
- Drużyna Fair Play:  Brazylia